# Filminuto
Filminuto — это анимационный сериал, который точно передает кубинский юмор 1980-х годов, считающихся золотым веком анимации на Кубе. Сериал был создан Хуаном Падроном, кубинским кинорежиссёром. Хуан Падрон (степень в области истории искусства) был карикатуристом, художником комиксов и иллюстратором, создателем Эльпидио Вальдеса. Он снял несколько полнометражных фильмов с этим культовым персонажем, включая «Вампиры в Гаване» (1985) и анимационный сериал «Filminuto». Filminuto впервые появился в 1980 году. Продюсер: Пако Пратс (Гавана, 5 января 1944 — Гавана, 2 сентября 2020), кубинский кинопродюсер и сценарист анимационных фильмов и документальных фильмов.

## Награды и упоминания[8]
Фильминуто 1
1980 — Гавана, Куба: Выбран как лучший среди анимационных фильмов года. Ежегодная критическая подборка.
1980 — Гавана, Куба: Первая премия Карокол за анимацию (по равенству). Конкурс секции кино, радио и телевидения UNEAC.
1982 — Лондон, Великобритания: Выбран как выдающийся фильм года. Международный кинофестиваль в Лондоне.
1983 — Букараманга, Колумбия: Лучший анимационный фильм (по равенству).
1998 — Мадрид, Испания: Номинация на звание лучшей анимационной студии на Ibero-American Market of Audiovisual Industry MIDEA.
Фильминуто 2
1980 — Гавана, Куба: Первая премия Карокол за анимацию (по равенству). Конкурс секции кино, радио и телевидения UNEAC.
1981 — Гавана, Куба: Выбран среди самых значимых анимационных фильмов года. Ежегодная критическая подборка.
1983 — Букараманга, Колумбия: Премия за лучший анимационный фильм (по равенству).
1998 — Мадрид, Испания: Номинация на звание лучшей анимационной студии на Ibero-American Market of Audiovisual Industry MIDEA.
Фильминуто 3
Премия за создание анимационного фильма. Конкурс секции кино, радио и телевидения UNEAC (Гавана, Куба).
Номинация на звание лучшей анимационной студии на Ibero-American Market of Audiovisual Industry MIDEA (Мадрид, Испания).
Фильминуто 15
Выбран среди самых выдающихся анимационных фильмов года. Ежегодная критическая подборка (Гавана, Куба).
Номинация на звание лучшей анимационной студии на Ibero-American Market of Audiovisual Industry MIDEA (Мадрид, Испания).
Фильминуто 16
Премия Карокол за анимацию. Международный фестиваль нового латинодельного кино (Гавана, Куба).
Номинация на звание лучшей анимационной студии на Ibero-American Market of Audiovisual Industry MIDEA (Мадрид, Испания).
Фильминуто 17
1998 — Мадрид, Испания: Номинация на звание лучшей анимационной студии на Ibero-American Market of Audiovisual Industry MIDEA.
Фильминуто 18
1998 — Мадрид, Испания: Номинация на звание лучшей анимационной студии на Ibero-American Market of Audiovisual Industry MIDEA.
Фильминуто 19
1998 — Мадрид, Испания: Номинация на звание лучшей анимационной студии на Ibero-American Market of Audiovisual Industry MIDEA.
1991 — Гавана, Куба: Вторая премия Карокол за анимацию. Международный фестиваль нового латинодельного кино.
Фильминуто 20
1990 — Гавана, Куба: Премия за лучшее сочетание анимаций по сценарию. Международный фестиваль нового латинодельного кино.
1998 — Мадрид, Испания: Номинация на звание лучшей анимационной студии на Ibero-American Market of Audiovisual Industry MIDEA.
Фильминуто 21
Премия за лучшее сочетание анимаций по сценарию. Международный фестиваль нового латинодельного кино (Гавана, Куба).
Номинация на звание лучшей анимационной студии на Ibero-American Market of Audiovisual Industry MIDEA (Мадрид, Испания).
Фильминуто 22
Премия за лучшее сочетание анимаций по сценарию. Международный фестиваль нового латинодельного кино (Гавана, Куба).

Номинация на звание лучшей анимационной студии на Ibero-American Market of Audiovisual Industry MIDEA (Мадрид, Испания).